# Provincia Samut Sakhon
Samut Sakhon (în thailandeză สมุทรสาคร) este o provincie (changwat) din Thailanda. Situată în regiunea de Centru, provincia Samut Sakhon are în componența sa 3 districte (amphoe), 40 de sub-districte (tambon) și 288 de sate (muban). 
Cu o populație de 479.634 de locuitori și o suprafață totală de 872,3 km2, Samut Sakhon este a 54-a provincie din Thailanda ca mărime după numărul populației și a 72-a după mărimea suprafeței.